# Crotonopsis
Crotonopsis é um género botânico pertencente à família Euphorbiaceae.

## Espécies
- Crotonopsis abnormis
- Crotonopsis argentea
- Crotonopsis elliptica
- Crotonopsis linearis
- Crotonopsis spinosa